# 야성의 처녀
야성의 처녀는 1980년 공개된 대한민국의 영화이다.

## 배역
- 원미경 : 요나 역
- 이영하 : 인철 역
- 김추련
- 남궁원